# 529-й истребительный авиационный полк
529-й истребительный авиационный полк (529-й иап) — воинская часть Военно-воздушных сил (ВВС) Вооружённых Сил РККА, принимавшая участие в боевых действиях Советско-японской войны, выполнявшая задачи ПВО в послевоенные годы и вошедшая в состав войск ПВО России после распада СССР.

## Наименования полка
За весь период своего существования полк своё наименование не менял:
- 529-й истребительный авиационный полк[1];
- 529-й истребительный авиационный полк ПВО[1];
- Войсковая часть Полевая почта 74545[1].

## История полка
529-й истребительный авиационный полк начал формироваться 1 сентября 1941 года в ВВС Дальневосточного фронта на ст. Возжаевка Приморской железной дороги по штату 015/134 на основе 1-й эскадрильи из 14-го иап на самолётах И-16 тип 24, 2-й аэ из 3-го иап на И-16 тип 24 и 3-й аэ из 306-го иап на И-16 тип 5. 20 июня 1942 года 1-я эскадрилья получила истребители Як-7б. 3 августа полк вошёл в 296-ю истребительную авиационную дивизию ВВС ДВФ, а 15 августа вместе с 296-й иад вошёл в состав 10-й воздушной армии Дальневосточного фронта. Самолёты Ла-5 полк получил 14 декабря 1943 года, а через год — 20 декабря 1944 года полностью перевооружён на истребители Як-9 (получено 45 единиц). К началу войны с Японией полк имел в боевом составе 37 Як-9М и 12 Як-9Т.
В составе 296-й истребительной авиационной дивизии 10-й воздушной армии 2-го Дальневосточного фронта принимал участие в Советско-японской войне с 9 августа 1945 года по 3 сентября 1945 года на самолётах Як-9М и Як-9Т, прикрывая с воздуха наступающие войска в Сунгарийской наступательной операции.

### Итоги боевой деятельности полка в советско-японской войне 1945 г.
В советско-японской войне полком:
- Совершено боевых вылетов — 255, из них:

| - - по резервам противника — 20 - по ж/д станциям — 20 - на прикрытие войск — 48 | - - на прикрытие переправ — 28 - на сопровождение — 14 - на разведку — 80 | - - на свободную охоту — 6 - посадки на аэродромы противника — 39 |

Встреч с самолётами противника и воздушных боёв не было. 

Уничтожено при штурмовках:

| - - орудий ПА — 2 - автомашин — 22 | - - повозок — 21 - паровозов — 9 | - - вагонов — 18 |

Свои потери:
- лётчиков — нет
- самолётов — 5 (боевые — 3, небоевые — 2), из них по типам: 3/1 Як-9, 0/1 По-2

### Послевоенная история полка
Весь послевоенный период с 1945 по 1982 гг. полк дислоцировался на Дальнем Востоке, сначала входил в ВВС, в дальнейшем был передан в войска ПВО. В октябре 1982 года полк передан из 11-й отдельной армии ПВО в 19-ю отдельную армию ПВО и перебазировался на аэродром Гудаута (Грузинская ССР). В октябре 1992 года передислоцирован из Гудауты на аэродром Приволжский в Астраханскую область, где совместно с 393-м гвардейским иап в результате оргмероприятий образовал новый 209-й гвардейский истребительный авиационный полк ПВО.
В связи с продолжавшимися мероприятиями по реформированию ВС России 209-й гвардейский истребительный авиационный полк ПВО 1 сентября 2001 года был объединён с 562-м истребительным авиационным полком и переименован в 3-й гвардейский истребительный авиационный полк, а 1 декабря 2009 года объединён с другими полками в 6972-ю гвардейскую авиационную базу.

## Командиры полка
- майор Шамраев Николай Кононович 04.1943-25.06.1945
- майор Ермолаев Иван Егорович[1], 25.06.1945 — 25.10.1946
- подполковник Огарков Ю.Г., 1977 - 1980
- полковник Валерий Ефимов, 1982 - 1987

## Благодарности Верховного Главнокомандующего
За проявленные образцы мужества и героизма Верховным Главнокомандующим лётчикам полка в составе 296-й иад объявлены благодарности за овладение городами Цзямусы, Мэргэнь, Бэйаньчжэнь, Гирин, Дайрэн, Жэхэ, Мишань, Мукден, Порт-Артур, Харбин, Цицикар, Чанчунь, Яньцзи.

## Участие в освобождении городов
В составе 296-й истребительной авиационной дивизии полк 17 августа 1945 года участвовал в освобождении города Цзямусы.

## Самолёты на вооружении
| Период            | Самолёты | Фото                            | Период         | Самолёты | Фото   |
| ----------------- | -------- | ------------------------------- | -------------- | -------- | ------ |
| 09.1941 — 1942    | И-16     | Polikarpov I-16-Spain (clipped) | 06.1942 — 1944 | Як-7б    | Як-7   |
| 12.1943 — 12.1944 | Ла-5     |                                 | 12.1944 — 1952 | Як-9     | Як-9   |
| 1952 — 1955       | МиГ-15   | МиГ-15                          | 1955 — 1967    | МиГ-17   | МиГ-17 |
| 1957 — 1967       | МиГ-19   | МиГ-19                          | 1967 — 1987    | Як-28п   | Як-28  |
| 1987 — 1992       | Су-27    | Су-27                           |                |          |        |

## Базирование
| Период                  | Аэродром                                  |
| ----------------------- | ----------------------------------------- |
| 05.08.1945 — 03.09.1945 | Куйбышевка-Восточная, Амурская область    |
| 03.09.1945 — 07.1946    | Тамбовка, Амурская область                |
| 07.1946 — 08.1960       | Хомутово, Сахалинская область             |
| 08.1960 — 1968          | Урелики, Чукотский автономный округ       |
| 1968 — 10.1982          | Угольные Копи, Чукотский автономный округ |
| 10.1982 — 10.1992       | Гудаута, Абхазская АССР                   |